# Distrito de Jhabua
Jhabua (en hindi; झाबुआ जिला) es un distrito de la India en el estado de Madhya Pradesh. Código ISO: IN.MP.JH.
Comprende una superficie de 6 782 km².
El centro administrativo es la ciudad de Jhabua. Dentro del distrito se encuentra la localidad de Baddala.

## Demografía
Según censo 2011 contaba con una población total de 1 024 091 habitantes, de los cuales 509 261 eran mujeres y 514 830 varones.